# Robert Szeklicki
Robert Andrzej Szeklicki (ur. 29 stycznia 1965, zm. 19 czerwca 2021) – polski specjalista w zakresie antropomotoryki, teorii wychowania fizycznego, dr hab. nauk o kulturze fizycznej, profesor nadzwyczajny Państwowej Wyższej Szkoły Zawodowej w Koninie Wydziału Kultury Fizycznej i Ochrony Zdrowia i Katedry Wychowania Fizycznego Wydziału Nauk o Kulturze Fizycznej Akademii Wychowania Fizycznego im. Eugeniusza Piaseckiego w Poznaniu.

## Życiorys
W 1988 ukończył studia wychowania fizycznego w Akademii Wychowania Fizycznego im. Eugeniusza Piaseckiego w Poznaniu, 17 czerwca 1997 obronił pracę doktorską Aktywność fizyczna dzieci i młodzieży polskiej w wieku 11, 13 i 15 lat, 28 października 2008 habilitował się na podstawie pracy zatytułowanej  Habitualna aktywność fizyczna mężczyzn po 60. roku życia: konsekwencje morfologiczne i metaboliczne oraz uwarunkowania społeczne. Otrzymał nominację profesorską.
Objął funkcję profesora nadzwyczajnego w Katedrze Wychowania Fizycznego na Wydziale Nauk o Kulturze Fizycznej Akademii Wychowania Fizycznego im. Eugeniusza Piaseckiego w Poznaniu, a także w Państwowej Wyższej Szkole Zawodowej w Koninie na Wydziale Kultury Fizycznej i Ochrony Zdrowia.
Piastował stanowisko prodziekana na Wydziale Wychowania Fizycznego, Sportu i Rehabilitacji Akademii Wychowania Fizycznego im. Eugeniusza Piaseckiego w Poznaniu.
W 2005 został odznaczony Srebrnym Krzyżem Zasługi.
Pochowany na Cmentarzu Junikowo w Poznaniu.